# Tito Sextio
Tito Sextio (... – post 40 a.C.) è stato un militare romano.
Fu legato di Gaio Giulio Cesare nel corso della conquista della Gallia, dal 53 al 51 a.C. e forse anche nel 50. Forse questore nel 54, l'anno successivo prese servizio sotto Cesare in Gallia. Rimasto fedele a Cesare durante la guerra civile, nel 44 a.C. fu nominato proconsole dell'Africa Nova (Numidia). Alla morte di Cesare si schierò con Marco Antonio. Nel corso del secondo triumvirato (accordo stretto tra Marco, Ottaviano e Lepido, egli attaccò la provincia dell'Africa Vetus, governata da Cornificio, che era stato proscritto dai triumviri. Dopo alcune vittorie fu però sconfitto e costretto a riparare nella sua provincia, dove fu attaccato dalle forze nemiche. Alla fine rovesciò a sua favore la situazione e si impadronì di tutta l'Africa, cedendola poi all'inviato di Ottaviano, Caio Fuficio Fangone. Successivi accordi tra i triumviri tolsero l'Africa ad Ottaviano e la diedero ad Antonio e così la moglie di quest'ultimo, Fulvia, spinse Sextio ad attaccare Fangone. Alla fine, sconfitto rovinosamente, Fangone si suicidò. Nel 40 a.C., Sextio cedette però l'Africa al triumviro Marco Emilio Lepido e da questo momento scompare dalle fonti.